# Nicky Featherstone
Nicholas Lee "Nicky" Featherstone (Goole, 1988. szeptember 22. –) angol labdarúgó, a Hartlepool United játékosa.

## Pályafutása

### Hull City
Featherstone a Hull City ifiakadémiáján kezdett futballozni. 2006 decemberében kapott profi szerződést a klubtól. December 30-án, a Burnley ellen debütált a felnőttek között, a találkozó végén állt be csereként. 2007 szeptemberében új, 2010 nyaráig szóló szerződést kapott a klubtól. A 2007/08-as idény során a Chelsea ellen is lehetőséget kapott egy FA Kupa-találkozó során. A 2009/10-es szezon elején játszott a Southend United elleni Ligakupa-meccsen.
2009. november 19-én kölcsönvette a negyedosztályú Grimsby Town. Két nappal később, a Lincoln City ellen debütált. Hét mérkőzésen játszott a csapat, mielőtt 2010. január 3-án visszatért volna a Hullhoz. Január 11-én újabb egy hónapra visszahívta a Grimsby.

### Hartlepool United
2014. október 31-én írt alá a Hartlepool együtteséhez.

## Külső hivatkozások
- Nicky Featherstone pályafutásának statisztikái a Soccerbase oldalon (angolul)

- Nicky Featherstone adatlapja a Hull City honlapján
- Nicky Featherstone adatlapja a Grimsby Town honlapján

## Fordítás
- Ez a szócikk részben vagy egészben  a   Nicky Featherstone című angol Wikipédia-szócikk fordításán alapul.  Az eredeti cikk szerkesztőit annak laptörténete sorolja fel. Ez a jelzés csupán a megfogalmazás eredetét és a szerzői jogokat jelzi, nem szolgál a cikkben szereplő információk forrásmegjelöléseként.